# Dancing with the Devil... the Art of Starting Over
Dancing with the Devil... the Art of Starting Over је седми студијски албум америчког певача, Деми Ловато. Објављен 2. априла 2021. за Island Records, снимљен је заједно са документарном серијом YouTube Originals-а под називом Demi Lovato: Dancing with the Devil, која документује извођачев опоравак и самооткривање. Продуценти албума су Мич Алан, Лорен Аквилина, Томи Браун, Оук Фелдер, Jussifer, Метју Кома и Pop & Oak, док сам албум припада поп жанру са текстовима о извођачевом путовању кроз своје препреке и самооснаживање. Прати реформативни период у извођачевом животу и каријери, након хоспитализације због предозирања дрогом 2018. године. Албум је номинован за GLAAD Media Award у категорији изванредног музичког извођача.
Више издања албума било је доступно за претпродају, као и алтернативних омота, пакета и ексклузивно издање Target-а са бонус-песмама. Ловато објављује два додатна издања албума — делукс и продужено које је објављено путем интернета, као и три претходно објављене бонус-песме. Dancing with the Devil... the Art of Starting Over је одложен делимично због пандемије ковида 19. Садржи четири сингла: „Anyone”, „What Other People Say”, „Dancing with the Devil” и „Met Him Last Night”. Аријана Гранде, Сем Фишер, Saweetie и Ноа Сајрус део су стандардног издања, док Сем Смит и Marshmello наступају на дигиталном издању албума. Dancing with the Devil ... the Art of Starting Over нашао се међу првих 10 места у Аустралији, Аустрији, Белгији, Ирској, Канади, Норвешкој, Португалу, Сједињеним Америчким Државама, Уједињеном Краљевству, Холандији, Швајцарској, Шкотској и Шпанији.

## Списак песама
| №               | Назив                | Аутор(и)                                                                                | Продуцент(и)                      | Трајање |  |
| 1.              |                      | Деми Ловато Бадрила „Биби” Бурели Ајлер Мирзазадеј Џеј Мунси Сем Роман Дејон Александер | Џеј Мунси Дејон Александер [b]    | 3.47    |  |
| 2.              |                      | Ловато Бјанка Атербери Мич Алан Џон Хо                                                  | Алан [a] Хо [c]                   | 4.03    |  |
| 3.              |                      | Ловато Атербери Филип Корниш                                                            | Алан [b]                          | 3.16    |  |
| 4.              |                      | Ловато                                                                                  |                                   | 0.26    |  |
| 5.              |                      | Ловато Керолајн Пенел Ворен „ ” Фелдер Тревор Дејвид Браун Вилијам Зијер Симонс         | [a] „ ” Тревор Браун [c] [c]      | 2.47    |  |
| 6.              |                      | Ловато Фелдер Пенел Џастин Трантер Браун Симонс Били Волш                               | [a] „ ” Тревор Браун [c] [c]      | 2.40    |  |
| 7.              |                      | Ловато Трантер Ерен Каната Џулија Мајклс Џаси Карвинен Пенел                            | Ерен Каната Алан [b]              | 2.28    |  |
| 8.              |                      | Ловато Мајклс Трантер Каната                                                            | Каната [b]                        | 3.32    |  |
| 9.              | (са Аријаном Гранде) | Гранде Алберт Станаж Томи Браун Хавијер Херера                                          | Томи Браун Хави Алан [b]          | 3.24    |  |
| 10.             | (са Семом Фишером)   | Ловато Рајан Вилијамсон Фишер Џеф Ворбертон                                             | [a] Алан [b]                      | 3.14    |  |
| 11.             |                      | Маркус Андерсон Пенел Лорен Аквилина                                                    | Аквилина Андерсон Алан [b]        | 3.11    |  |
| 12.             |                      | Ловато Мајклс Пенел Трантер Фелдер Браун Симонс                                         | [a] „ ” Тревор Браун [c] [c]      | 3.09    |  |
| 13.             | (са Ноом Сајрус)     | Метју Кома Тејлор Голдсмит Медисон Лав Сајмон Вилкокс                                   | Метју Кома [a] Барт Шудел [b]     | 3.28    |  |
| 14.             |                      | Ловато Трантер Атербери Фелдер Браун Грегори Алдеа Хајн                                 | [a] „ ” Тревор Браун [c] [c]      | 2.51    |  |
| 15.             |                      | Ловато Фелдер Ендру Вансел Дијамонте Харпер Лав Мајкл Полак                             | [b]                               | 3.07    |  |
| 16.             |                      | Ловато Фелдер Алекс Најсфоро Кит Сорелс Андерсон Сем Хомеј Пенел Аквилина               | [a] Алекс Најс [c] [c] Сорелс [c] | 3.05    |  |
| 17.             |                      | Роланд Орзабал                                                                          | Алан[a]                           | 3.02    |  |
| 18.             |                      | Андерсон Пенел Аквилина                                                                 | Аквилина Андерсон Алан [b]        | 2.37    |  |
| 19.             |                      | Ловато Каната Мајклс Трантер                                                            | Каната [b]                        | 3.04    |  |
| Укупно трајање: | Укупно трајање:      | Укупно трајање:                                                                         | Укупно трајање:                   | 57.11   |  |

| №               | Назив           | Аутор(и)                                          | Продуцент(и)    | Трајање |  |
| 20.             |                 | Ловато Каролина Ајлин Трантер Симонс Фелдер Браун | [c] [c]         | 3.11    |  |
| Укупно трајање: | Укупно трајање: | Укупно трајање:                                   | Укупно трајање: | 60.22   |  |

| №               | Назив           | Аутор(и)                                           | Продуцент(и)    | Трајање |  |
| 20.             |                 | Ловато Клои Ангелидес Рајан Воџесак Лав            | Алан [b]        | 3.37    |  |
| 21.             |                 | Ловато Треј Кембел Ангелидес Мајкл Вудс Кевин Вајт | Алан [b]        | 3.09    |  |
| Укупно трајање: | Укупно трајање: | Укупно трајање:                                    | Укупно трајање: | 63.57   |  |

| №               | Назив             | Аутор(и)                                                                   | Продуцент(и)             | Трајање |  |
| 20.             |                   | Ловато Ен-Мари Николсон Џенифер Десилвео Најсфоро Шон Даглас Сорелс Фелдер | Алекс Најс Сорелс Фелдер | 3.24    |  |
| 21.             | (са Семом Смитом) | Смит Ловато Иља Салманзаде Саван Котеча Питер Свенсон                      | Иља                      | 3.20    |  |
| 22.             | (са -ом)          | Ловато Грегори Хајн Џејмс Гач Џејмс Николас Бејли Кристофер Комсток        |                          | 2.39    |  |
| Укупно трајање: | Укупно трајање:   | Укупно трајање:                                                            | Укупно трајање:          | 66.34   |  |

| №               | Назив            | Аутор(и)                                        | Продуцент(и)                        | Трајање |  |
| 20.             |                  | Ловато Атербери Полак Браун Симонс              | „ ” Тревор Браун Полак              | 4.04    |  |
| 21.             | (уживо акустика) | Ловато Бурели Мирзазадеј Мунси Роман Александер | Роман Мунси Алсександер Д’Елија [b] | 3.42    |  |
| 22.             | (уживо акустика) | Ловато Атербери Алан Хо                         | Алан [a] Хо [c]                     | 4.10    |  |
| 23.             | (уживо акустика) | Ловато Атербери Корниш                          | Алан [b]                            | 3:29    |  |
| Укупно трајање: | Укупно трајање:  | Укупно трајање:                                 | Укупно трајање:                     | 72.00   |  |